# Mégestrol
Le mégestrol est un médicament de type progestatif,.

## Usage médical
Il s'agit d'un progestatif de synthèse.
Le Mégestrol est un médicament principalement utilisé comme stimulant de l'appétit pour traiter les syndromes de dépérissement tels que la cachexie. Il est également utilisé pour traiter le cancer du sein et le cancer de l'endomètre, et a été utilisé dans lacontraception,. Le mégestrol est généralement utilisé seul, ou en association avec des œstrogènes dans la pilule contraceptive,. 
Il est généralement pris par voie orale.

## Effets secondaires
Les effets secondaires de ce médicament comprennent une prise de poids, des métrorragies, des nausées, une hypertension artérielle, une hyperglycémie ou des éruptions cutanées. D’autres effets secondaires peuvent inclure la formation de caillots sanguins. L'utilisation de ce médicament pendant la grossesse ou l'allaitement peut nuire au fœtus. 

## Histoire
Le médicament a été breveté en 1959 et introduit pour un usage médical, notamment dans les pilules contraceptives, en 1963,. Il est disponible sous forme de médicament générique. Au Royaume-Uni, 30 comprimés de 160 mg coûtaient au NHS environ 20 livres sterling en 2021. Aux États-Unis, ce montant coûte environ 23 dollars américains. Il est vendu dans de nombreux pays à travers le monde.